# Pont du Mont-Blanc
Der Pont du Mont-Blanc ist eine vielbefahrene Brücke in Genf. Sie bildet dabei das südwestliche Ende des Genfersees, der hier auf der westlichen Seite der Brücke in die Rhone abfliesst. Auf beiden Seiten des Fahrwegs kann sie von Fussgängern betreten werden.

## Lage
Die Brücke verbindet die Rue du Mont-Blanc im Stadtteil Saint-Gervais am Nordufer mit dem Quai Gustave-Ador im Stadtteil Cité-centre am Südufer. Von der Brücke aus bietet sich ein guter Ausblick auf den Genfersee und den Jet d’eau. Die Île Rousseau befindet sich direkt neben der Brücke.

## Geschichte
Mit der zügig vorangehenden Stadtentwicklung Genfs am Seeufer in den 1850er Jahren und insbesondere mit der Eröffnung des Bahnhofs Genève-Cornavin wurde die Errichtung einer neuen Brücke nötig, um beide Seiten der Rhone zu verbinden. Eine Vorläuferbrücke wurde 1862 gebaut, litt aber schon bald unter dem Verschleiss der Fahrbahn. Schliesslich erforderte auch der Bau einer Tramstrecke einen Neubau der Brücke. 1903 wurde die Brücke in ihrer heutigen Form gebaut: Sie besitzt eine Länge von 252 Metern und stützt sich mit ihrem Stahlgerüst auf sieben Pfeiler. Seit der Verbreiterung 1967 beträgt die Breite der Stahlbeton-Fahrbahnplatte 19 Meter.
Seit 2001 existiert auch eine als Pontonbrücke ausgeführte Unterführung, die am Nordufer den Quai des Bergues mit dem Quai du Mont-Blanc verbindet und einen Blick auf die Konstruktion des Pont du Mont-Blanc bietet.